# Ephemera danica
La mosca de mayo (Ephemera danica) es una especie de efímera del género Ephemera.
Esta especie se encuentra comúnmente en ríos de aguas claras y lagos con fondos arenosos o de grava por toda Europa. Su ciclo vital es de uno o dos años. E. danica, con sus típicas manchas y tres colas, es la especie de la familia Ephemeridae más avistada en las islas británicas.